# 肥後もっこす
肥後もっこす（ひごもっこす）は、熊本県人の気質を表現した言葉。津軽じょっぱり、土佐いごっそうと共に、日本三大頑固のひとつに数えられる。

## 概要
純粋で正義感が強く、一度決めたら梃子でも動かないほど頑固で妥協しない男性的な性質を指す。自己顕示は強く、議論好き。異なる意見には何が何でも反論し、たとえ間違っていても自分の意見を押しとおす。短気で感情的で強情っぱりで「九州男児」そのものだが、意外と気の小さいところもあるのが特徴。プライドや競争心が強く、とくに恥やメンツにこだわる傾向もある。昔から土地が豊かだったため、保守的だが、新しいもの好きな一面もある。曲がったことを好まず駆け引きは苦手で、他者を説得する粘り強さに欠け、プライドや反骨精神が強いため、組織で活躍することは向いていないと言われる。周りの人と連帯、協調するのは得意ではない。「俺が、俺が」の意識が強く、主流からはずれると、強烈な批判者に転身することが多い。ただし、激しい性格でも陰険ではなく、南国らしく大らかで明るい。半面、不器用なところがあるのは否めない。きまじめで純真な熊本県人は、裏技や小細工といったものとは無縁である。また、熊本県人はストレート過ぎるもの言いで損をすることが少なくない。
「肥後の議論倒れ」と言われるのは、議論が大好きだが、それでいて自己主張が強いため議論がまとまらないことが多いことから生まれた言葉である。このような、自説にこだわる頑迷さは「肥後の褐色和牛（あかうし）」と称されることもある。『九州の精神的風土』の著者・高松光彦は、議論好きで自己主張が強く個人主義的であるという点においてドイツ人との強い類似性を指摘している。幕末文久元年（1861年）、庄内藩の志士清川八郎らが肥後勤王党に倒幕決起を呼びかけに来た時の話で、肥後勤王党の人々は議論百出して意見がまとまらず、清川八郎はこれにあきれて「肥後人は議論するのみ。肥後の議論倒れ」と捨てゼリフを吐いて帰ったと言われている。
明るく陽気で人情があるが、口下手であるため誤解されることも多々あるとされ、そういったこともあってか、一度信頼関係を築くとその後は決して裏切らないとされる。単に強情なだけでなく神経が細やかで細かい心配りができるため、九州男児の鑑だとする見解もある。
高松光彦は、「熊本人は敦厚、懇篤なり」で始まる肥後人批評を行った肥後出身の明治の言論人・佐々友房を取り上げ、自身の出身県の気質を客観的に分析・自認できるところに熊本人の本来の姿があると評している。同じく熊本県出身で東海大学の創設者である松前重義は、学生たちに「肥後もっこす」の精神を説いた。松前が死去した今も、大学独自の必修科目「現代文明論」にて「肥後もっこす」についての内容が講義されており、東海大学の精神となっている。
熊本県出身の野田知佑は、著書の中で、最近は「肥後もっこす」が減少している理由について、農村にも「サラリーマン化」の波が押し寄せ、ゴルフ場、企業の雑用、ガードマン、土木関係の仕事で女性や非力な年配者でも結構な金が稼げるようになり、その結果、「下働き」的仕事をすることで「独立自尊」「唯我独尊」の精神はなくなり、「肥後もっこす」的人間が消滅したとする説を紹介している。
他に頑固な県民性として知られる高知の「いごっそう」が反権威主義であるのに対し、肥後もっこすは権威主義・事大主義・保守主義的である点が異なるとされる。また、『出身県でわかる人の性格 - 県民性の研究』の著者岩中祥史によれば、いごっそうほど日本人離れしておらず、他に頑固とされる佐賀県の気質ほど暗くないという。ただし、表現がストレート過ぎるため損をすることが多い点はいごっそうと共通していると述べている。
肥後もっこすが形成された要因としては、分裂質から生まれたものであるとの指摘や、武士道を重視した細川家支配による影響を指摘するものなどがある。
『熊本県人』の著者渡辺京二は、いわゆる「もっこす」と言われる人物は一般的な熊本県民から見ても相当変わり者であり、県民の中においてもそう多く存在しているわけではないとも指摘している。現代においては、熊本県のもう一つの県民性で「新しい物が好きな人」を指す「わさもん」の方が多く見られるという。
「もっこす」が熊本県の県民性の代表格とされたのは戦後からであり、それ以前は「（人や世間などを）馬鹿にする」の意の「わまかし」がその代表であった。

## 薩摩人気質との比較
肥後人気質を言い表したものとして、国境を接する薩摩人気質と比較したものがいくつか存在する。なお、肥後は、筑後国、豊後国、日向国とも接し、肥前国とも有明海を介して接しているため、薩摩のみが比較対象となるわけではない。
薩摩国では、大きな提灯を掲げた強力な指導者が現れた際には皆がこぞってついて一丸となるが、肥後国では各々が兜をかぶり大将気取りで一致団結することがなくばらばらのため「薩摩の大提灯（おおぢょうちん）、肥後の鍬形（くわがた）」と言われる。また、薩摩の大提灯と比較して、肥後では各々が腰に提灯をつけ単独行動をとることから、「肥後の腰提灯」とも言われる。「意地は熊本、気は薩摩」という言葉もある。岩中祥史は、「意地は熊本」の具体例として、22年間連続して献血率が全国トップだったことや、明治時代の中盤までは九州の中心都市として発展したが明治時代の後半から福岡市に中枢機能が移っていったこと（大正9年の人口統計では福岡県に2倍以上の差を付けられている）に起因する福岡への強烈なライバル意識をあげている。
駕籠を利用しての移動中、「目的地に着くまで黙っているのが薩摩の侍で、駕籠に揺られている間もどこへ行こうとしているのか確認せずにはいられないのが肥後の侍」というものがある。
「薩摩の芋づる、肥後の引き倒し」という両県人の気質を揶揄的に表現した言葉もある。薩摩では成功者を出そうとみんなで頭角を現した者を盛り立てて協力し、成功者は自分を支えてくれた者達を芋つる式に引き上げ、成功をみんなで分かち合おうとする気質を薩摩の特産物であるサツマイモに見立てたものである。肥後においては、成功しようとする人や頭角を表す人が出ようとするとみんなで寄ってたかって邪魔をはじめ、出る杭は打たれるの通り仲間内で足の引っ張り合いを演じて仕舞い、ついには引き倒してつぶしてしまう。そのため大成する者が肥後人からなかなか出ない様をさしている。中学済々黌の創立者であり明治初期の熊本県の教育者であり評論家であり政治家であった佐々友房（さっさともふさ）は肥後人を表して「度量に乏しい」「他を排斥することを喜ぶ」「他人の欠点を直言して言う」と酷評した。
毎日新聞の記者であった平川清風は、両県の県民の気質を線に喩えた。どちらも太い一本の線に見えるが、熊本県民の方はよく見ると何本もの線が複雑に絡み合って太さを形成しており、肥後人気質は複雑かつ聡明であるという。

## 統計
- 1979年に熊本市に限定して行われた調査では、「もっこす」に対し36-45%程度の人が誇りに思っており、40%以上の人が否定的との回答結果が得られた[11]。
- 1990年代半ばにNHK放送文化研究所が熊本県で調査した結果によると、肥後もっこすを含む熊本県の県民性全体に関して、自慢できると回答した人の割合は7%だった[12]。

## 自称・自認している人物
- 北里柴三郎[13] - 細菌学者
- 財津一郎[14] - 俳優
- ジャック坂崎[15] - スポーツビジネスマネージャー
- 立石一真[16] - オムロンの創業者

## 称されたことのある人物
- アルベルト・フジモリ[17] - ペルーの元大統領
- 赤星典太[18] - 元熊本・山口・長野・長崎県官選知事
- 浮田和民[19] - 思想家、政治学者
- 櫻間伴馬[20] - 能楽師
- 秋山幸二[21] - 元プロ野球選手、元監督
- 末次利光[22] - 元プロ野球選手
- 松中信彦[23] - 元プロ野球選手
- 末續慎吾[24] - 陸上選手
- 谷口巳三郎[25] - 農業指導者
- 田中義三[26] - 新左翼活動家

## 典型・代表とされる人物
- 松前重義[27] - 東海大学の創立者
- 川上哲治[28] - 元プロ野球選手、元監督
- 前田智徳[29] - 元プロ野球選手
- 山下泰裕[28] - 柔道家
- 室原知幸[30] - 住民運動家、蜂の巣城紛争のリーダー

## 極端な例とされる人物
- 徳富蘇峰[31] - ジャーナリスト
- 徳冨蘆花[31] - 小説家